# Mięsień dźwigacz łopatki

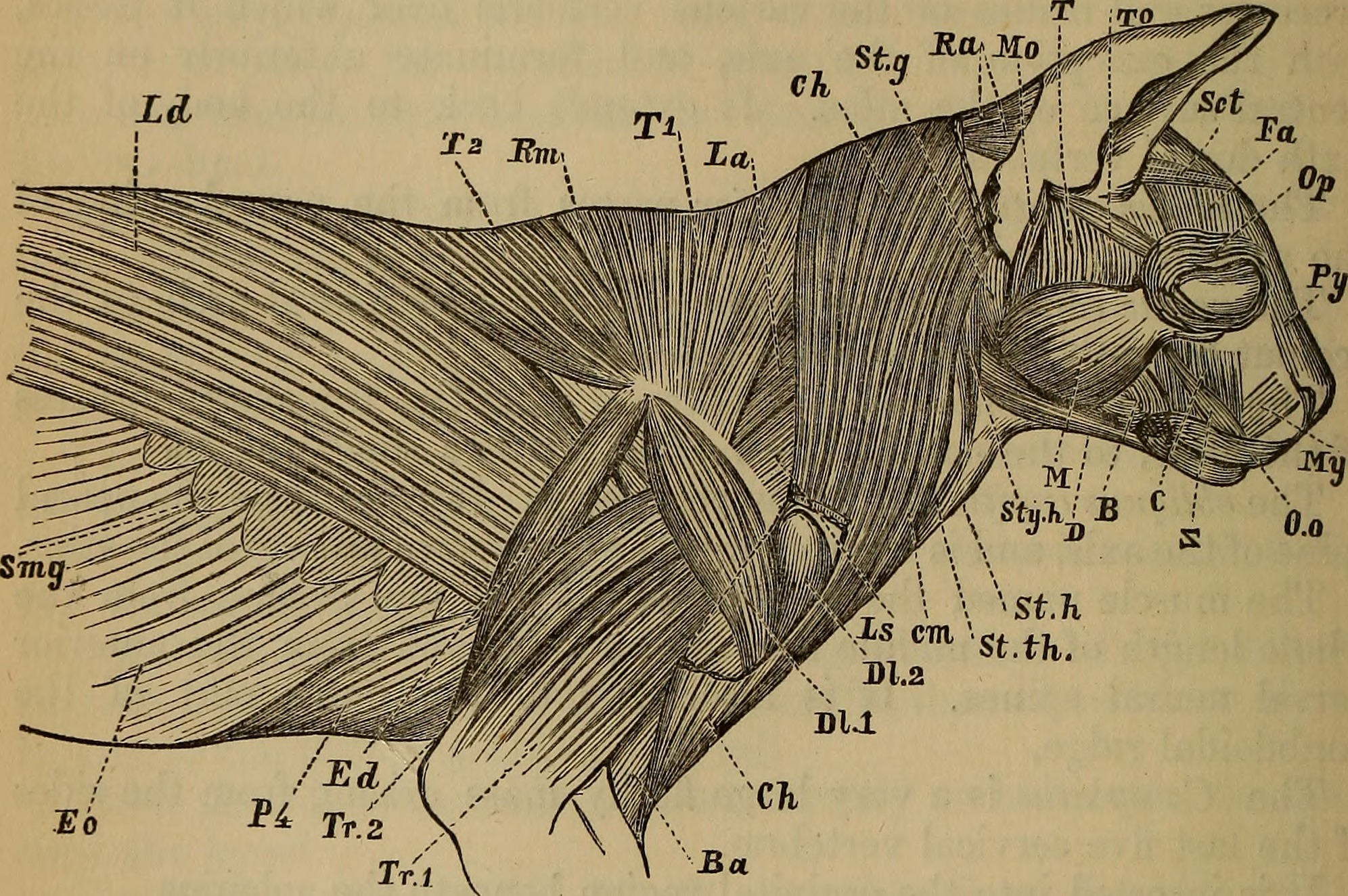
Dźwigacz łopatki u kota oznaczony La

Dźwigacz łopatki u człowieka

Mięsień dźwigacz łopatki (łac. musculus levator scapulae) – mięsień ssaków, zaliczany do powierzchniowych mięśni grzbietu.
Wraz z mięśniem zębatym przednim, mięśniem czworobocznym i mięśniem równoległobocznym należy do axioscapular muscules. Dźwigacz łopatki ewolucyjnie powstał z przedniej części mięśnia zębatego – jego włókna uległy koncentracji w częściach przedniej i tylnej oraz zanikowi w części pośredniej. Ogólnie mięsień ten odpowiada za ruchy łopatki względem czaszki.
Mięsień ten zwykle bierze początek na wyrostkach poprzecznych kręgów szyjnych, a koniec ma na łopatce. U szczurów notowano jego przyczepy początkowe na wszystkich kręgach szyjnych oraz dwóch początkowych kręgach piersiowych. 

## Euarchonty
U lotokotowatych początkowe punkty przyczepu znajdują się na 3–5 kręgach z zakresu od C2 do C7. U wiewióreczników notowano je na wszystkich kręgach szyjnych. U lori, sajmiri i ponocnic punkty początkowego przyczepu sięgają siódmego kręgu szyjnego, a u lemurów, sifak i wyraków do szóstego lub siódmego. U saki notowano zakresy C1–C6, C2–C6 oraz C2–C5. U makaków miejsca początkowego przyczepu sięgają w dół do C7, natomiast w górę do C1, C2 lub C3. U pawianów miejsca początkowe znajdują się na wszystkich kręgach szyjnych lub na tych od C1 do C3 i od C5 do C7. W obu przypadkach (w pierwszym między C3 a C4) istnieje niewielka przerwa w przyczepach, dzieląca część mięśnia na fragment przedni i tylny.
U małp człekokształtnych przyczepy początkowe sięgają w tył C5 tylko u nielicznych okazów szympansów i gibonów. W pozostałych przypadkach sięgają najwyżej czwartego kręgu szyjnego. U niektórych szympansów ograniczone są tylko do dwóch kręgów szyjnych: C1–C2 lub C2–C3. U człowieka znajdują się na kręgach od C1 do C4.

### Człowiek
U człowieka mięsień ten unosi łopatkę, a przy ustalonej łopatce zgina głowę w tył (działanie obustronne) lub w bok (działanie jednostronne). Współpracując z mięśniem równoległobocznym rotuje łopatkę. Przyczepy początkowe ma na wyrostkach poprzecznych czterech górnych kręgów szyjnych, a końcowy na górnym kącie łopatki i części jej brzegu przyśrodkowego. Unerwiony jest nerwem grzbietowym łopatki.